# Jabłuniwka (obwód sumski)
Jabłuniwka (ukr. Яблунівка) – wieś na Ukrainie, w obwodzie sumskim, w rejonie sumskim. W 2001 roku liczyła 168 mieszkańców.